# Militärbasis Pirinçlik
Koordinaten: 37° 55′ 0″ N, 40° 0′ 0″ O
Die Militärbasis Pirinçlik (türkisch Pirinçlik Askeri Üssü, englisch Pirinçlik Air Base) ist eine Radarstation in der türkischen Provinz Diyarbakır. Sie ist im Rahmen des Programms Active Layered Theatre Ballistic Missile Defence Teil der Raketenabwehr der NATO.

## Geschichte

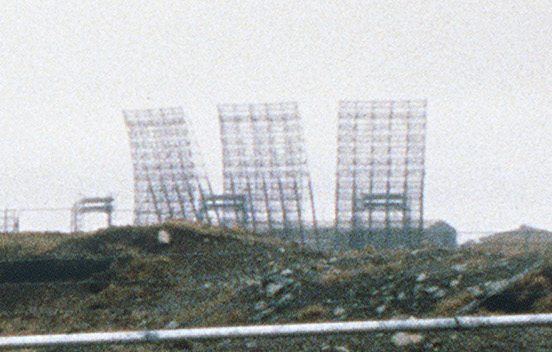
Das Radar AN/FPS-17 der Shemya Air Force Base, hier abgebildet 1984, bestand aus drei Radarreflektoren mit ähnlichen Dimensionen wie der ältere, kleinere Reflektor in Pirinçlik. Der neuere Reflektor in Pirinçlik war hingegen breiter als hoch.

### Im Kalten Krieg
Während des Kalten Krieges mit der Sowjetunion waren zwei Radarsysteme in Betrieb. Bis 1970 hieß die Basis Diyarbakır Air Station.

#### Radar AN/FPS-17
Das Feststrahlradar AN/FPS-17 von General Electric wurde 1955 gebaut und war auf das sowjetische Raketentestgelände Kapustin Jar ausgerichtet, um dort stattfindende Starts ballistischer Raketen zu überwachen. Die gewonnenen Daten wurden auf der Wright-Patterson Air Force Base ausgewertet und waren von höherer Qualität als erwartet. Sie ließen über den ursprünglichen Auftrag hinaus die Berechnung der Leistungsdaten sowjetischer Raketen und der Ephemeriden von Satelliten zu. Eine zweite, größere Antenne wurde 1958 installiert und die Sendeleistung erhöht. Es wurde das Pulskompressionsverfahren verwendet. 

#### Radar AN/FPS-79
Das Zielfolgeradar AN/FPS-79 von General Electric wurde 1964 errichtet, um den Erfolg des FPS-17 und die günstige geografische Lage der Basis auszunutzen und Objekte genauer beobachten zu können. Der Reflektor und Drehtisch wurden 1975 erneuert. Es blieb das einzige Radar dieses Typs. 

### Im zweiten Golfkrieg
Anfang 1991 verlegten im Auftrag der NATO deutsche Flugabwehrraketen-Einheiten mit MIM-23 HAWK nach Diyarbakır, um die Basis Pirinçlik und die türkischen Einrichtungen während des Zweiten Golfkriegs zu schützen.

### Schließung der Basis
Die Radarstation wurde auf Anordnung des Verteidigungsministeriums der USA am 30. September 1997 geschlossen. Die Reflektoren beider Radare wurden verschrottet und die elektronischen Komponenten im Jahr 1998 zum Luftwaffenstützpunkt Incirlik verbracht. Auch die Personale wurden nach İncirlik versetzt. Die Basis wurde an die Türkei übergeben.

### In der Gegenwart

#### Radar AN/TPY-2
Gemäß dem 2010 in Lissabon beschlossenen Strategischen Konzept der NATO ist in Pirinçlik seit 2011 ein AN/TPY-2-Radar in Betrieb.